# Wu Hong
Avís: Un alt funcionari xinès de Chongqing, Wu Hong, ha protagonitzat un escàndol sexual. També amb el nom Wu Hung existeix un especialista en art xinès contemporani.

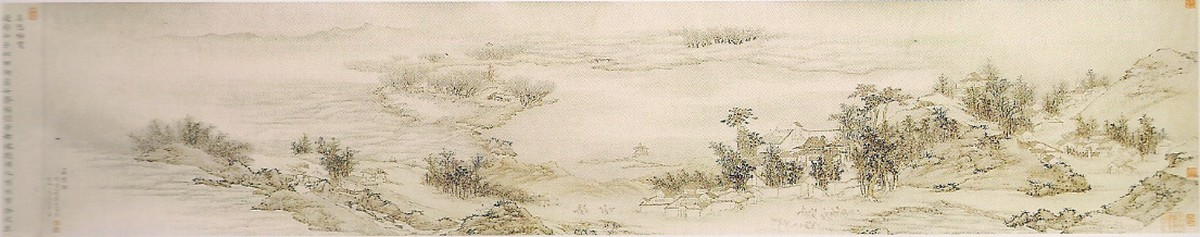
La Roca de l'Oreneta i el llac Mochou (a l'oest de Nanjing)

Wu Hong (en xinès simplificat: 吴宏; en xinès traditional: 吳宏; en pinyin: Wú Hóng); també conegut com a Yuandu i Zhushi, fou un pintor xinès que va viure sota la dinastia Qing. No es coneixen les dates exactes del seu naixement i de la seva mort. Se sap que fou actiu durant la segona meitat del segle xvii. Era originari de Jingxi, província de Jiangxi.
Va pintar sobretot paisatges i bambús (utilitzant tinta). Les seves obres mostren l'ús de pinzellades lliures amb un estil realista. Destaquen les seves pintures sense color. Fou un dels Vuit Mestres de Jinling (Nanjing). A part de La Roca de l'Oreneta i el llac Mochou, cal mencionar Paisatge d'hivern i Bambús a la neu. Es troben obres seves al Nationalmuseum d'Estocolm i al Museu del Palau de Pequín.